# Индукционный прибор

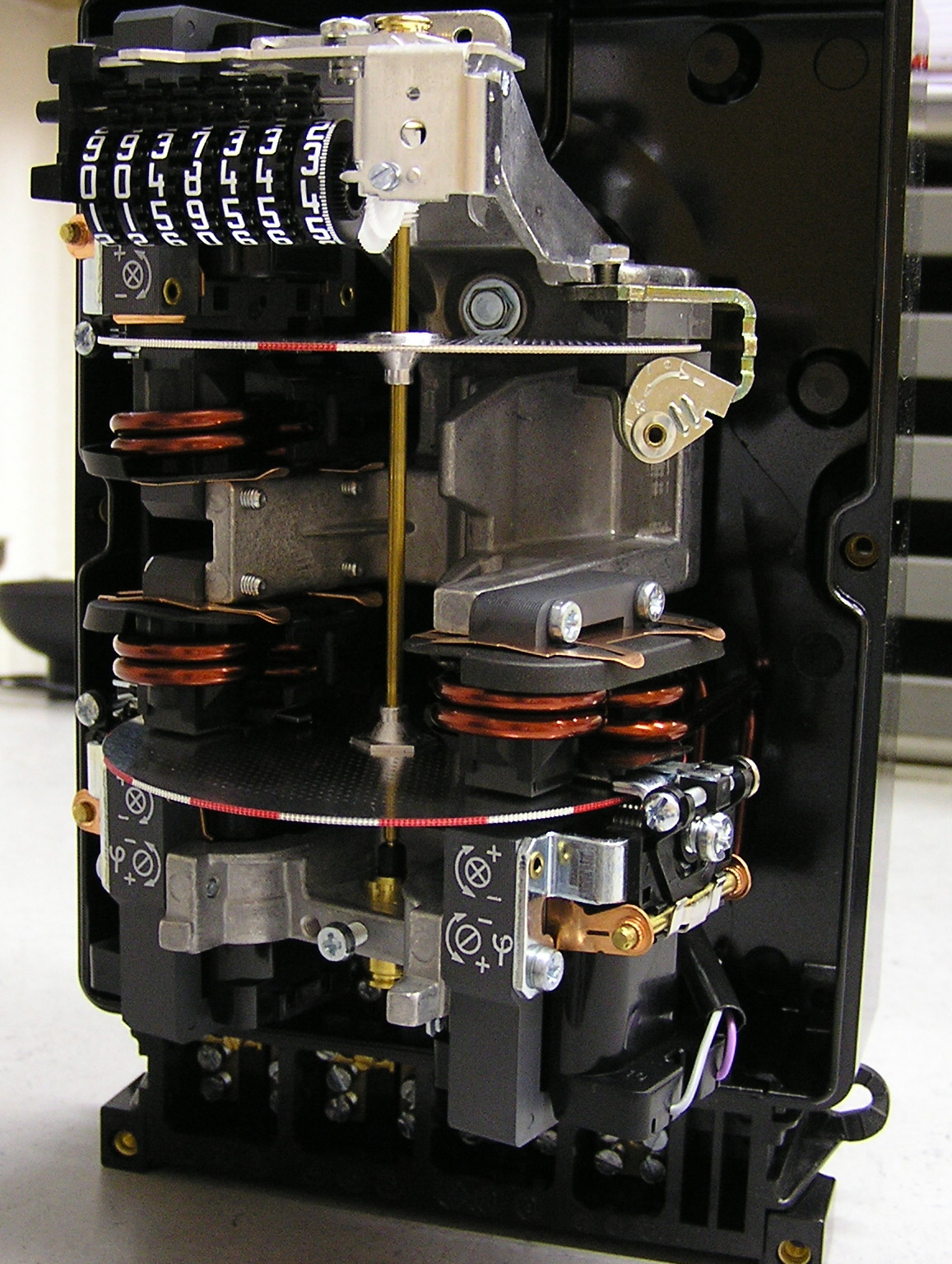
Индукционный электросчётчик

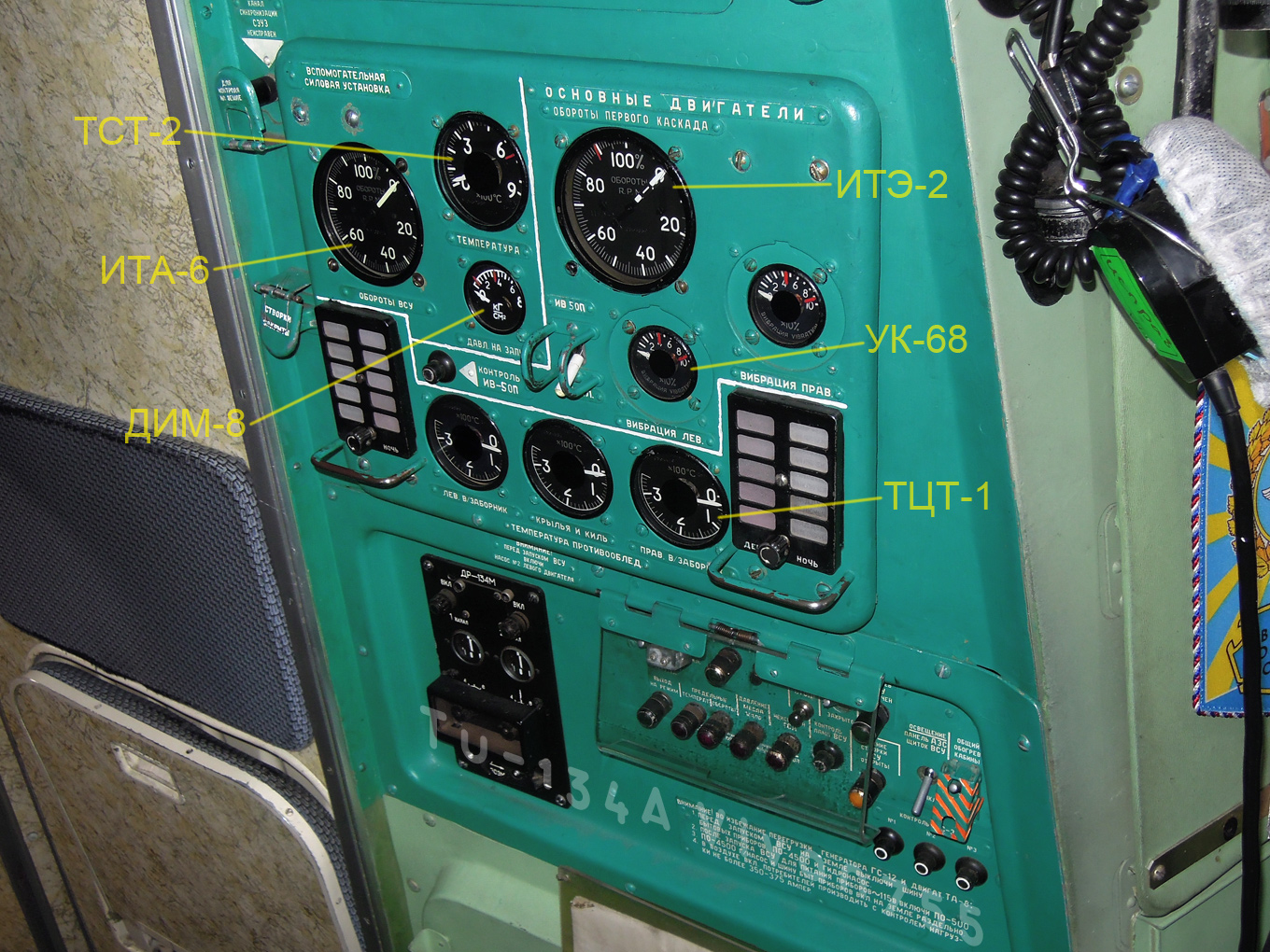
В конструкцию индикаторов тахометров ИТА-6 и ИТЭ-2 входят индукционные элементы

Индукционный прибор — электрический прибор, в котором используется наведение вихревых токов в немагнитном проводящем элементе (обычно — алюминиевом диске). Этот принцип действия применяется в электросчётчиках, тахометрах, фазочувствительных реле и т. д.
В индукционном приборе используется взаимодействие вращающихся магнитных полей с магнитными полями вихревых токов. Возбуждённые движущимся магнитным полем (от вращающегося магнита или многофазной обмотки) вихревые токи имеют собственное поле, которое после пропадания внешнего поля начинает сокращаться, поддерживая токи. Если внешнее поле смещается в сторону (магнит продолжает вращение или появляется ток в следующей фазе обмотки), то между полями возникает притягивание, создающее вращающий момент на диске. Диск может прийти во вращение (в электросчётчике) либо создать усилие на пружине, за счёт которого подвижная система (диск, пружина и связанные с ними стрелка, контакты или иное выходное звено) займёт равновесное положение, зависящее от вращающего момента на диске и силы пружины. В электросчётчике для уравновешивания вращающего момента вместо пружины используется электродинамический тормоз — неподвижный постоянный магнит, который также наводит в диске вихревые токи, создающие при взаимодействии с магнитом обратный (тормозящий) вращающий момент.
Направление вращающего момента совпадает с направлением вращения магнитного поля, что важно в электросчётчиках и фазочувствительных реле. В качестве выходного звена в электросчётчике используется барабанный счётчик, в реле (например, железнодорожном реле ДСШ — двухэлементном секторном штепсельном, где диск выполнен в виде сектора) — контакты, в авиационном измерителе тахометрической аппаратуры ИТА-6 — стрелка и шторка, открывающая проход света от ламп на фотоэлементы, сигнал с которых используется в системе запуска ВСУ.